# 피터 팬 2: 리턴 투 네버랜드
피터 팬 2: 리턴 투 네버랜드(Return to Never Land)는 2002년 공개된 미국의 애니메이션 영화로, 1954년 영화 《피터팬》의 속편이다. 또다른 피터팬 2편과 비슷하다고 하는 영화 후크와도 많이 대조를 이루고 있다. 후크에서는 피터팬이 네버랜드를 떠나 어른이 되어 직접적으로 자식을 낳다가 후크 (영화)가 피터팬의 자식들을 잡아가면서 팅커벨이 피터팬을 네버랜드로 데려가 온갖 모험을 하면서 피터팬이 후크를 물리치고 자식들을 구해 돌아온다는 얘기다.

## 줄거리
제2차 세계대전 때의 런던. 한때, 피터팬에게 이끌려 네버랜드에서 모험을 했던 소녀 웬디는 이제 결혼해 두 아이의 엄마가 됐다. 그녀는 매일 밤 네버랜드에서의 모험 이야기를 아이들에게 이야기한다. 그러나 딸 제인은 전쟁이라는 힘들고 고통스러운 현실 속에서 꿈을 꾸는 마음을 잊어버리고 어머니가 들려주는 이야기를 믿으려 하지 않았다. 공습이 심하던 날 밤, 제인은 동생 대니에게 피터팬은 존재하지 않는다며 심한 말을 하고 만다. 홀로 방에 틀어박힌 제인은 해적선을 타고 나타난 후크 선장에게 웬디로 오인받아 네버랜드로 끌려간다. 피터팬을 유인하기 위해 제인은 후크 선장에 의해 문어의 먹이로 먹힐 뻔 하지만 때마침, 나타난 피터에게 구조된다. 제인이 웬디의 딸임을 알게 된 피터와 잃어버린 소년들은 그녀를 환영하지만 제인은 런던으로 돌아가기 위해 돌아갈 채비를 시작한다. 피터는 제인에게 하늘을 나는 연습을 시키지만 꿈을 꾸는 마음을 잃어 날지 못하고 있다. 피터와 소년들은 제인과 놀려 하지만 놀리다가 제인이 아끼는 수첩을 소년 1명이 삼켜버린다. 이를 본 제인은 화를 내며 팅커벨에 대해 자신이 가장 믿지 않는 것은 요정이라고 쏘아붙여 피터와 소년들을 화나게 만든다. 제인의 말을 계기로 팅커벨은 생명력을 잃어가고, 피터는 팅커벨의 기운을 되찾기 위해 제인을 끼워 넣어 요정을 믿는 마음을 되찾게 하려고 한다. 한편 후크 선장은 피터에게 빼앗긴 보물을 되찾기 위해 제인에게 접근해서 피터와 소년들에게 손대지 말아 달라는 요구를 받는 한편 런던으로 돌려보내는 대신 보물을 발견하면 신호를 보내달라고 피리를 건넨다. 후크 선장이 떠난 뒤 피터가 나타나고 제인은 피터와 소년들과의 놀이를 통해 동심(童心)을 되찾아간다. 놀이 중 제인은 후크 선장의 보물을 발견하지만 피리를 물 속으로 내던지고 피터와 소년들과의 놀이를 계속한다. 그러나 투틀즈가 그 피리를 주워 불어버리는 바람에 해적들이 나타나고 피터 일당은 잡히고 만다. 제인은 그때 자신 때문에 팅커벨이 거의 죽음의 상태가 된다는 것을 알고 은신처로 돌아가지만 팅커벨은 전혀 움직이지 않는다. 자신 때문에 피터 일당이 위험한 상황에 처하게 되고, 팅커벨의 목숨이 다해버린 것에 절망하고, 자책감에 사로잡힌 제인은 울음을 터뜨리지만, 믿는 마음을 되찾으면서 팅커벨은 살아난다. 제인은 팅커벨과 함께 해적선에 올라 피터 일당을 구해낸다. 자유로워진 피터 일당은 후크 선장과 해적들에게 반격하고, 반격당한 후크 선장 일당은 문어괴물에게 해적선을 가라앉히며 쫓겨 도망간다. 제인은 동료들에게 정이 들어버렸지만, 대니와 화해를 하기 위해 런던으로 돌아가기로 결정하고 소년들의 배웅을 받아 런던으로 돌아간다. 런던으로 돌아온 제인은 대니와 화해하고 네버랜드에서의 모험 이야기를 들려준다. 한편, 제인 방에서 소리가 나는 것을 들은 웬디는 제인의 방으로 향했고, 그곳에서 피터와 재회한다. 피터는 어른이 된 웬디를 보고 놀라지만 그녀의 믿음은 예전과 똑같다는 것을 알고 안심하고 작별 인사를 나누고 네버랜드로 돌아간다. 

## 같이 보기
- 후크 (영화)

## 출연

### 주연
- 블레인 위버
- 코리 버튼
- 제프 베넷
- 캐스 소시

### 조연
- 퀸 베스윅
- 스펜서 브레슬린
- 댄 카스텔라네타
- 짐 커밍스
- 롭 폴슨
- 브래들리 피어스
- 로저 리스
- 클리브 레빌
- 아론 스팬
- 프랭크 웰커

## 기타
- 원작자: J.M. 배리
- 협력프로듀서: 크리스 헨더슨